# Rhynchosia usambarensis
Rhynchosia usambarensis är en ärtväxtart som beskrevs av Paul Hermann Wilhelm Taubert. Rhynchosia usambarensis ingår i släktet Rhynchosia och familjen ärtväxter.

## Underarter
Arten delas in i följande underarter:
- R. u. inelegans
- R. u. usambarensis